# Costa de Marfil en los Juegos Olímpicos de Múnich 1972
Costa de Marfil estuvo representada en los Juegos Olímpicos de Múnich 1972 por un total de once deportistas masculinos que compitieron en dos deportes.
El portador de la bandera en la ceremonia de apertura fue el atleta Simbara Maki. El equipo olímpico marfileño no obtuvo ninguna medalla en estos Juegos.